# Cimetière turc de Berlin

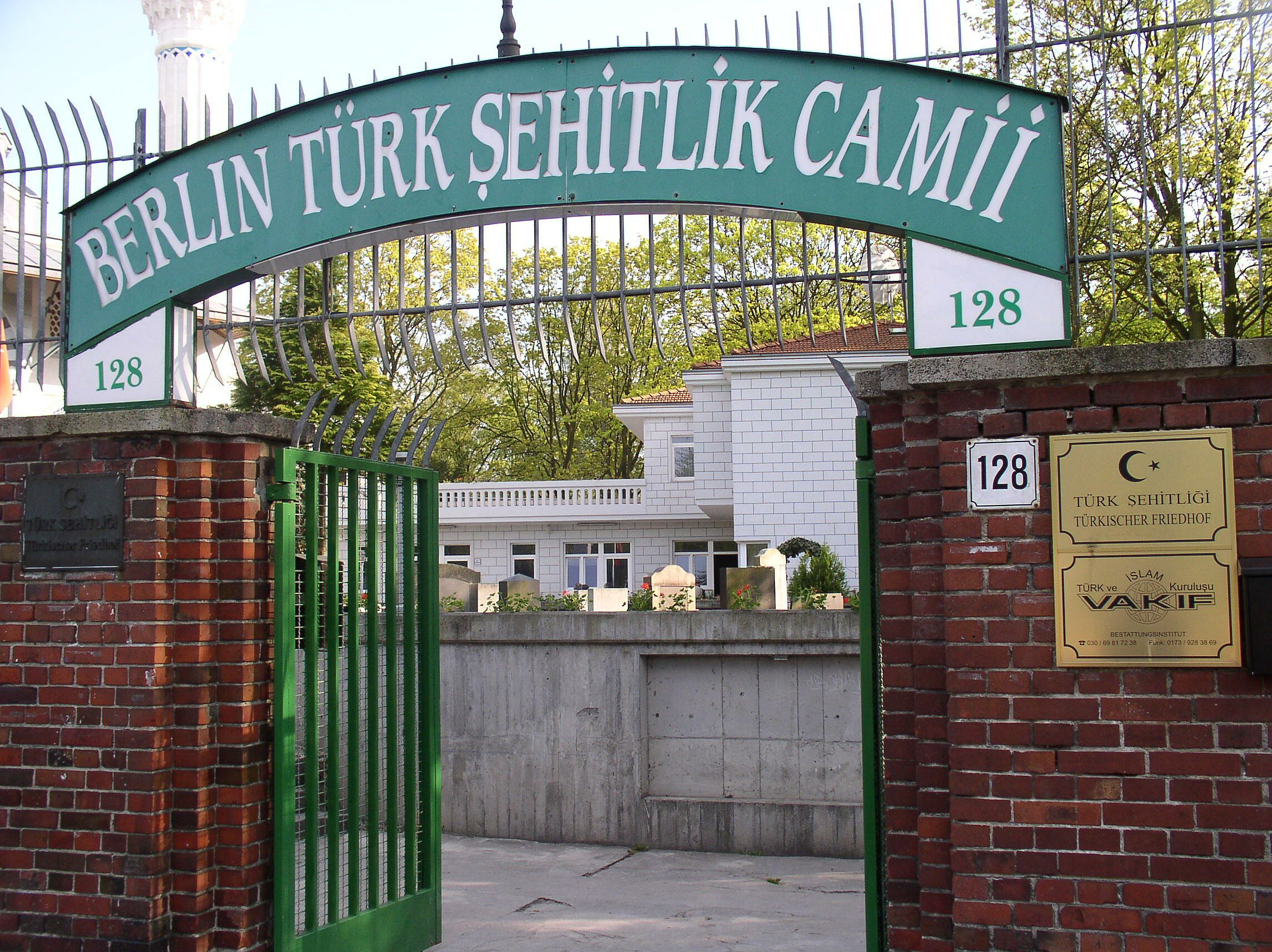
Entrée du cimetière turc

Le cimetière turc de Berlin est le plus ancien lieu de sépulture islamique d'Allemagne. Il a été construit en 1866 et borde le site du cimetière de la nouvelle garnison sur Columbiadamm, dans le quartier berlinois de Neukölln.

## Lieu de sépulture sur le Tempelhofer Feldmark 1798–1866

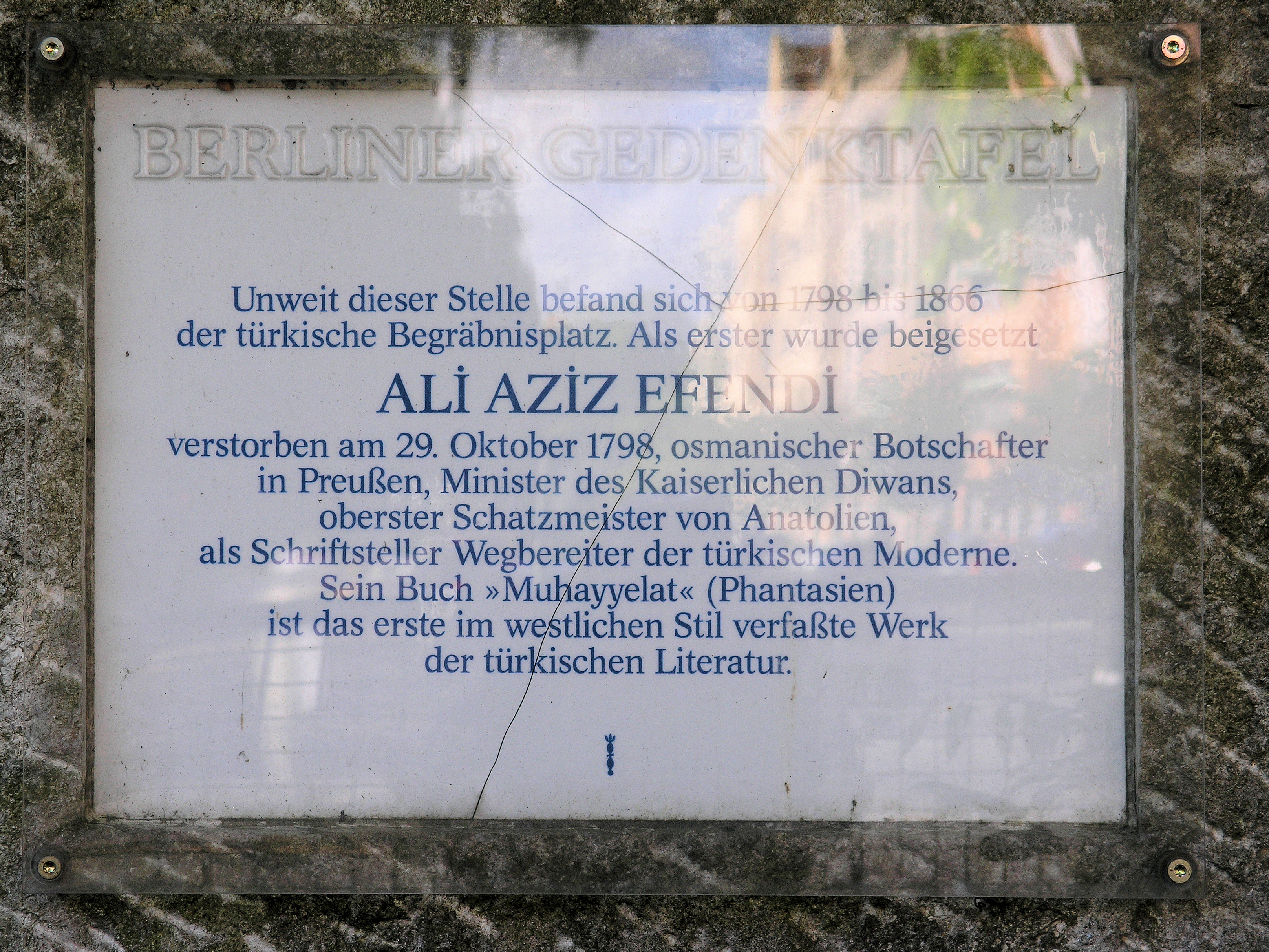
Plaque commémorative de Berlin à l'Urbanstrasse 15, à Berlin-Kreuzberg

### préhistoire
Les musulmans ont combattu dans diverses armées européennes en tant que lanciers bosniaques et dans les régiments tatars, gagnant ainsi leur vie. Ils étaient considérés comme intrépides et exemplaires au combat et servaient également dans l'armée prussienne. En 1739, le roi de Prusse Friedrich Wilhelm ler. 20 gardes turcs en cadeau d'Ernst Johann von Biron, le duc de Curland. Le roi leur a fourni leur propre salle de prière. Ce n’est qu’en 1762 qu’un «Corps bosniaque» de 1 000 hommes fut formé. De plus, des marchands et des diplomates turcs vinrent à Berlin et formèrent une petite communauté avec les soldats. En 1763, la première ambassade ottomane permanente fut ouverte en Prusse.

### Tempelhofer Feldmark
En 1798, l'envoyé ottoman permanent auprès de la cour de Berlin, Ali Aziz Efendi, mourut au palais d'Ephraïm (de) à Berlin. Le roi Frédéric-Guillaume III demanda alors une zone à Tempelhofer Feldmark (aujourd'hui autour de l'Urbanstrasse 15 ) est disponible pour un enterrement islamique. Frédéric Guillaume III. ordonna un enterrement selon les rites islamiques, dont la cérémonie funéraire et le cortège à l'exotisme inhabituel attiraient une foule alignée au bord des routes,. En 1804, Mehmet Esad Efendi, un autre envoyé de l'Empire ottoman, fut également enterré ici selon les coutumes de la foi islamique. Cependant, à l'époque française (de) de 1806 à 1812, le lieu de sépulture du Schlächtergraben fut oublié et n'était même plus indiqué sur le plan de la ville de 1834. En 1836, les tombes furent découvertes par un agriculteur local puis restaurées. Le Tempelhofer Feld était régulièrement le théâtre de manœuvres militaires et de visites du corps de la garde prussienne, au cours desquelles les commandants faisaient souvent répéter soigneusement au préalable la séquence d'exercices de combat afin de tromper les gens sur le niveau réel d'entraînement de leurs soldats. Les tombes turques ont peut-être donné leur nom au terme « türken (de) » dans le sens de « tromper quelqu'un en regardant quelque chose », qui s'est ensuite généralisé à « tromper quelqu'un ».

## Cimetière islamique à côté du cimetière de garnison de 1866
À la suite de la réforme de l'armée d'Albrecht Von Roon et de l'expansion de l'armée qui en a résulté en 1854, l'ancien cimetière a dû être utilisé pour construire une nouvelle caserne pour le régiment de grenadiers de la garde Kaiser Franz no 1854. 2, Blücherstrasse. Le roi Guillaume Ier a fait un don pour le déplacement des tombes. L'Empire ottoman a utilisé la zone pour ce qui allait devenir plus tard un cimetière sur Columbiadamm. Le 19 décembre 1866, la dépouille du défunt fut inhumée dans l'actuel cimetière après une cérémonie religieuse. En 1867, Guillaume Ier. Avec le sultan turc Abdülaziz, le constructeur Gustav Voigtel (de) a érigé un obélisque au sommet duquel était fixé un croissant de lune doré et dont les côtés étaient décorés de pierres tombales inscrites en arabe.

## Cimetière Şehitlik – Cimetière de guerre turc à Berlin

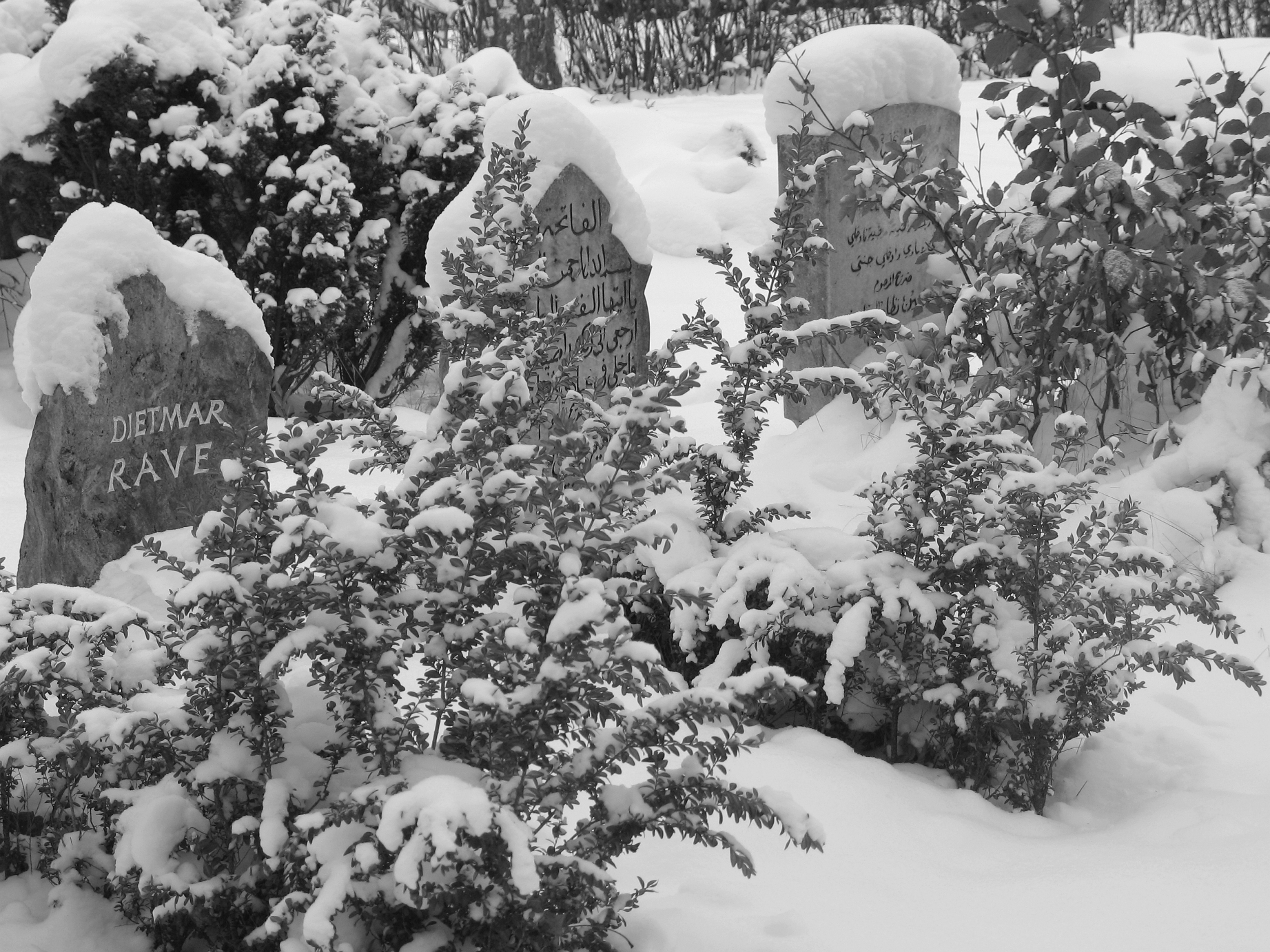
Pierres tombales islamiques dans le cimetière de garnison dans la neige

Avec la fin de l'Empire ottoman, le cimetière a été transféré à l'ambassade de Turquie à Berlin (de) et est depuis lors la propriété du ministère turc de la défense. Le nom du cimetière Şehitlik ou cimetière de guerre turc à Berlin est basé sur le fait que les soldats turcs qui ont combattu aux côtés des puissances centrales (Allemagne, Autriche, rejointes plus tard par l'Empire ottoman et la Bulgarie) pendant la Première Guerre mondiale étaient enterré ici ( şehit signifie « martyr » en turc).
En 1921, un autre 700 m2 fut construit sur le terrain achetés et le cimetière a été agrandi. En 1921/1922, un bâtiment de style oriental a été construit par l'architecte Eisfelder pour le compte de l'ambassade de Turquie, destiné à servir de poste de garde et de résidence pour l'imam de l'ambassade et gardien du cimetière Hafız Şükrü Bey, décédé en 1924 et est également enterré ici. Il s'agissait d'un bâtiment en plâtre relativement simple avec des murs turquoise et des sections de fenêtres incurvées sur une superficie au sol de 10,58 × 9,35 m. Lorsque l'agrandissement de l'aéroport de Tempelhof commença en 1938, la porte d'entrée du cimetière de style mauresque fut supprimée.
Après la seconde guerre mondiale ou vers la fin des années 1960 selon des témoins contemporains, la petite maison du cimetière servait occasionnellement de salle de prière et fut agrandie en 1984 en petite mosquée avec un dôme attenant par l'architecte Deniz Baykal,.

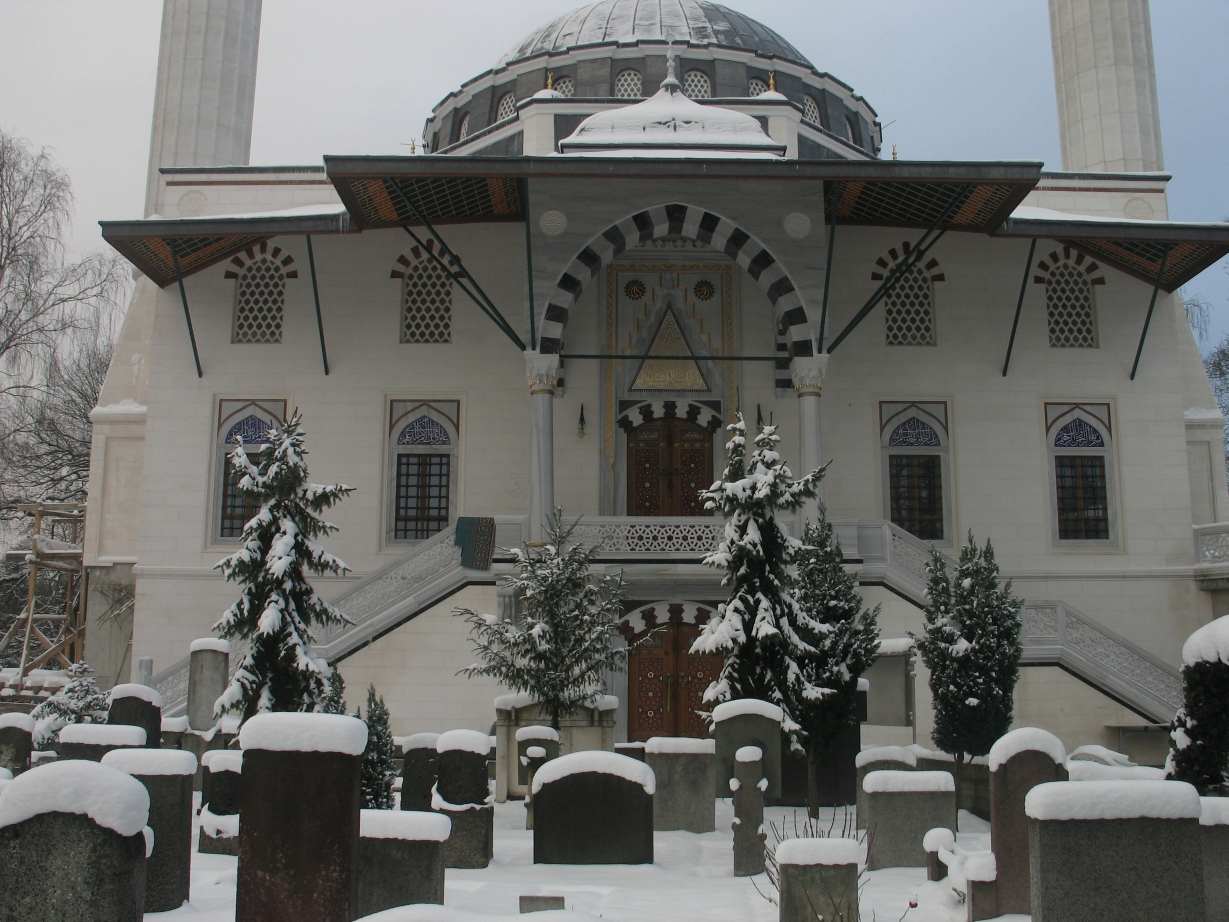
Cimetière turc et mosquée Şehitlik

Bereits in der Nachkriegszeit war der Platz auf dem Friedhof weitgehend erschöpft mit etwa 220 Gräbern, von denen nur rund 150 erhalten sind. 1963 stellte die Stadt Berlin auf dem benachbarten Garnisonfriedhof ein etwa 2 000 m2 großes islamisches Gräberfeld zur Verfügung, welches seitdem genutzt wird. Auf dem türkischen Friedhof selbst gilt aufgrund des Platzmangels seit den 1980er Jahren eine Beisetzungssperre. Ein weiteres islamisches Gräberfeld besteht in Berlin seit 1988 auf dem hinteren Teil des Landschaftsfriedhofs Gatow, dieses ist jedoch weit entfernt von den Stadtteilen, in denen die meisten Berliner Muslime leben, und schlecht erreichbar. Wenngleich der türkische Friedhof für Begräbnisse geschlossen ist, finden hier aber immer noch Bestattungszeremonien statt, rituelle Waschungen, Gebete und Trauerfeiern für Bestattungen in Berlin oder auch Überführungen in die Türkei.
Le cimetière de Columbiadamm joue un rôle particulier dans le paysage des cimetières allemands car il est géré par un ministère turc. En raison de leur statut, les musulmans ne peuvent pas constituer leur propre société de droit public (de) et ne peuvent donc pas encore gérer leurs propres cimetières ni devenir propriétaires de cimetières.
Entre 1999 et 2004, la mosquée Şehitlik, l'une des plus grandes mosquées de Berlin, a été construite sur le site. Il a été construit selon les plans de l'architecte Hilmi Şenalp dans le style ottoman classique par le client, l'Union turco-islamique de l'Institut de religion (de) (DITIB).
En référence à un concept de développement indépendant De DITIB a soumis une demande d'agrandissement du cimetière à l'ancien aéroport de Tempelhof adjacent.

## Tombes honorifiques des responsables du génocide arménien

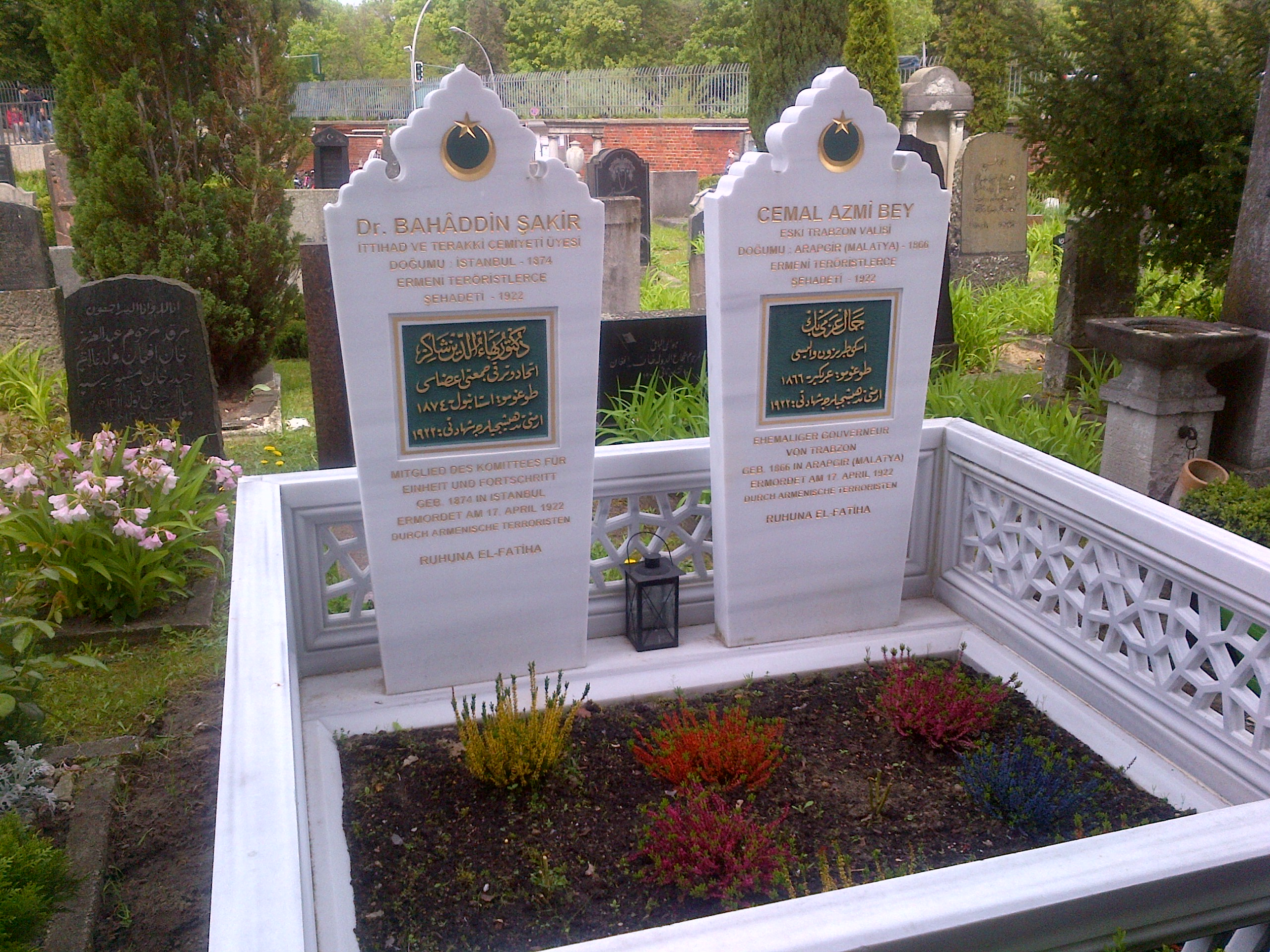
Tombes honorifiques des responsables du génocide arménien, Cemal Azmi et Bahaeddin Şakir, au cimetière turc de Berlin

Le cimetière turc de la mosquée Şehitlik contient des tombes honorifiques en marbre pour deux responsables du  génocide arménien. Cemal Azmi, connu sous le nom de Le Boucher de Trabzon, était responsable du génocide arménien dans la province de Trébizonde et est enterré dans l'une des tombes honorifiques. L'autre tombe honorifique appartient à Bahaettin Şakir, membre fondateur du gouvernement jeune-Turc de l'Empire Ottoman, le comité de l'unité et du progrès, qui a organisé le génocide arménien,.
Talaat Pascha, l'un des principaux auteurs du génocide, a également été enterré dans le cimetière turc. Cependant, son corps a été transporté à Istanbul par le régime nazi (de) dans le cadre d'un acte d'État pompeux en 1943. Cemal Azmi, Bahaettin Şakir et Talaat Pascha furent condamnés à mort pour leurs crimes contre les arméniens, mais s'enfuirent en Allemagne, où Talaat Pascha fut assassiné en 1921 et Azmi et Şakir en 1922 dans le cadre de l'opération secrète Nemesis à Berlin,,.

## Personnalités

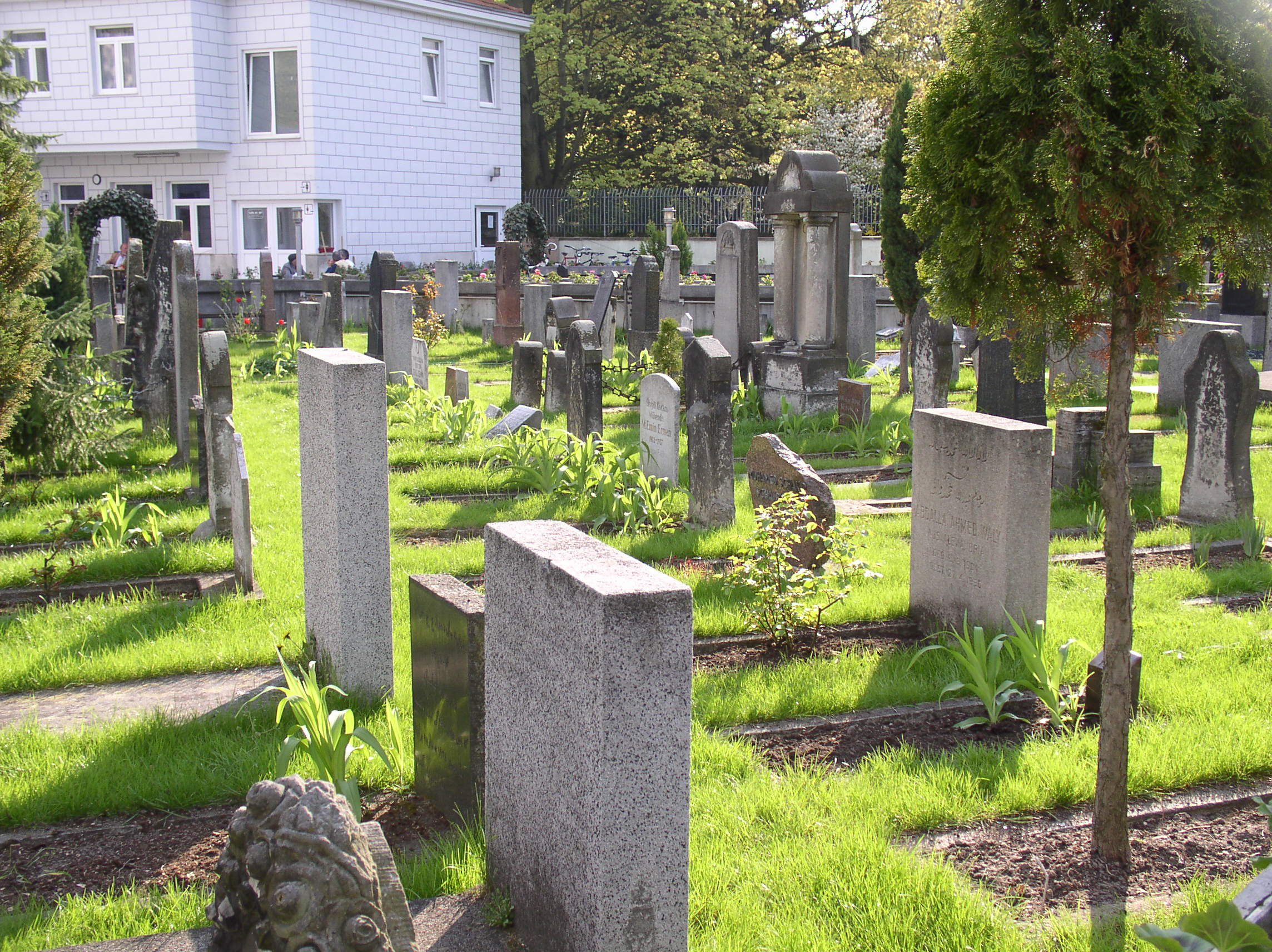
Tombes du cimetière turc

Outre de nombreuses autres tombes, le cimetière islamique de Neukölln abrite également les tombes de certaines personnalités connues. Sont particulièrement dignes de mention :
- Giritli Ali Aziz Efendi (1798, ambassadeur ottoman)
- Mehmet Esad Efendi (1804, ambassadeur ottoman)
- Hafız Şükrü Bey (1924, imam de l'ambassade de Turquie à Berlin)
- Talaat Pacha (1921, Grand Vizir turc ; transféré à Istanbul et réinhumé en 1943)
- Ziya Hilmi Bey (1929, physicien)
- Mehmed Bey (1870-1912, médecin)
- Izzet Bey (professeur)
- Mohammed Bach Hamba (1920, combattant de la liberté tunisien et héros national)
- Yunus Abd al-Wahhab (1922, membre de la délégation commerciale de Boukhara )
- 'Azzam Shah Muhammad Shah (1922, membre de la délégation commerciale de Boukhara )
- Cemal Azmi (1922, homme politique turc)
- Bahaettin Şakir (1922, homme politique turc)

## Voir également
- Services funéraires berlinois
- Liste des cimetières de Berlin (de)

## Littérature
- Leonie Glabau, Nicola Vösgen, Jörg Kuhn : Ruhuna Fatiha – votre âme est une Fatiha. Le cimetière turc du Columbiadamm à Berlin-Neuköln (avec de nombreuses images en couleurs). Dans : Susanne Kähler, Wolfgang Krogel (éd.) : L'Ours de Berlin. Annuaire de l'Association pour l'histoire de Berlin . 65. Volume, Berlin 2016, p. 41-68.
- Hans-Jürgen Mende : Lexique des tombes berlinoises. Haude & Spenersche Verlagsbuchhandlung, Berlin 2006,  (ISBN 3-7759-0476-X).
- Klaus Hammer : Cimetières et tombeaux historiques à Berlin. Stattbuch Verlag, Berlin 1994,  (ISBN 3-922778-32-1).
- Département du développement urbain et de la protection de l'environnement du Sénat de Berlin (éd.) : Cimetières de Berlin prenant en compte la préservation des monuments du jardin. Préservation des monuments du jardin, numéro 7, Berlin 1992.
- Klaus Konrad Weber, Peter Güttler, Ditta Ahmadi (éd.) : Berlin et ses immeubles. Partie X Volume A : Installations et bâtiments de soins (3) Services funéraires. Maison d'édition Wilhelm Ernst & Sohn, Berlin 1981,  (ISBN 3-433-00890-6).
- Karl-Robert Schütze : Des guerres de libération à la fin de la Wehrmacht - l'histoire du cimetière de garnison au bord de la Hasenheide à Berlin-Neukölln . Berlin 1986.